# Niall Ó Brolcháin

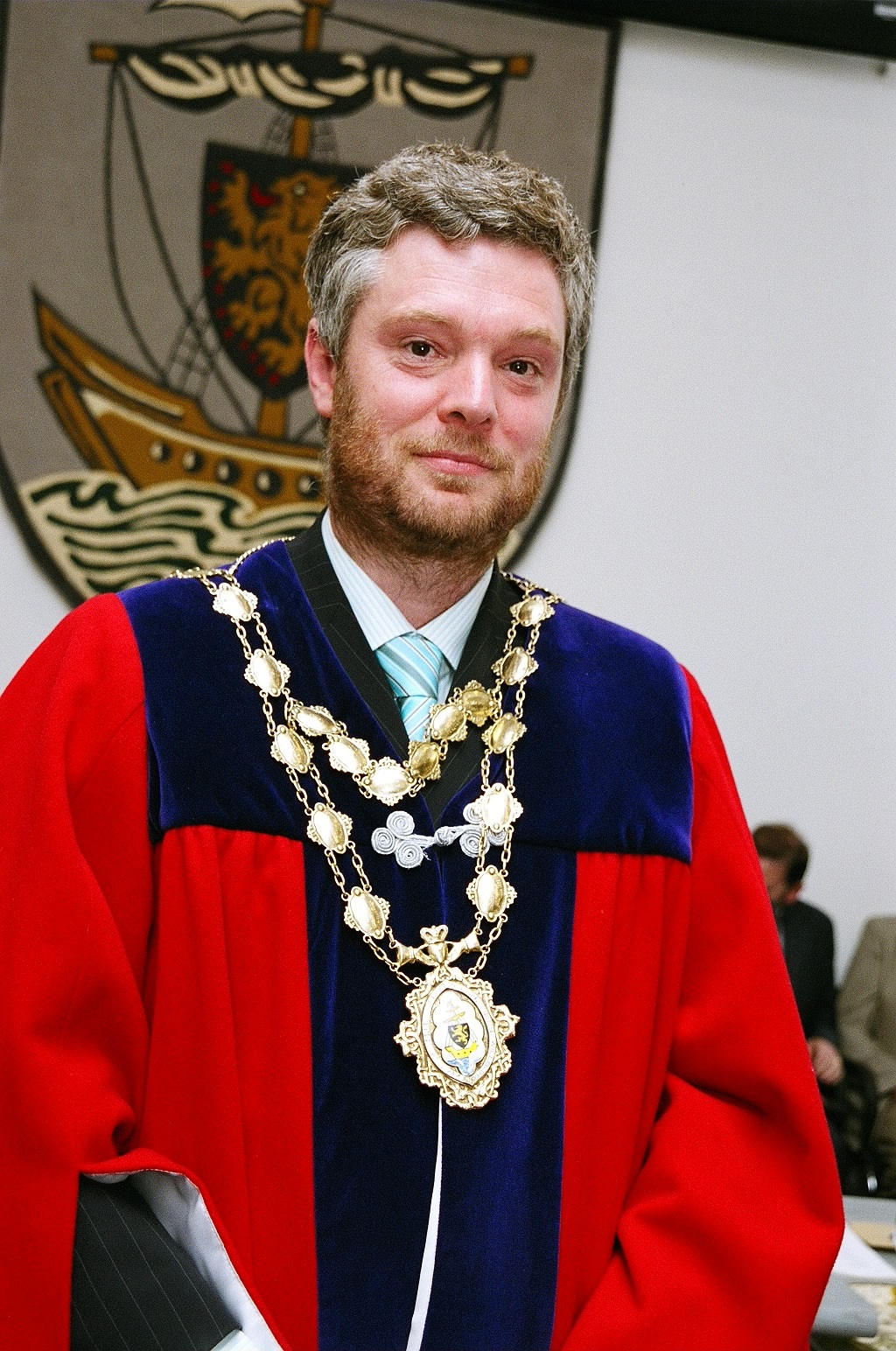
Niall Ó Brolcháin

Niall Ó Brolcháin (* 14. April 1965) ist ein irischer Politiker und ehemaliger Bürgermeister von Galway.
Niall Ó Brolcháin wurde 2004 in den Stadtrat von Galway gewählt, ein Amt, das er noch immer bekleidet. Von 2006 bis 2007 hatte er das Amt des Bürgermeisters von Galway inne. Damit war Ó Brolcháin der erste grüne Bürgermeister der Stadt, sowie nach John Gormley der zweite grüne Bürgermeister Irlands überhaupt.
2007 kandidierte er für seine Partei für einen Sitz im 30. Dáil Éireann, scheiterte jedoch wie bei der Wahl 2002 erneut. Im Dezember 2009 wurde Ó Brolcháin bei einer Nachwahl in den Seanad Éireann gewählt und besetzte damit den vakanten Sitz des im Juni in das Europäische Parlament gewählten Alan Kelly neu. Mit seiner Wahl in den Seanad Éireann schied Ó Brolcháin aus dem Stadtrat von Galway aus. 2011 wurde er nicht wiedergewählt. 
Heute arbeitet er als wissenschaftlicher Mitarbeiter an der University of Galway.
Ó Brolcháin ist verheiratet und hat fünf Kinder.